# Árkosi Gyula
Árkosi Gyula (Versec, 1912. augusztus 21. –  Esztergom 2003.) magyar erdőmérnök.

## Élete
1912. augusztus 21-én Temes megyében, Versecen erdész erdőmérnök családban született. Fia, Árkosi Zsolt szintén okleveles erdőmérnök.
Az első világháború viharában Bánát megszállásával menekültként iskoláit Magyarországon folytatta. 1930 őszén lett a soproni Bánya- és Erdőmérnöki Főiskola hallgatója, ahol – a katonai kiképzés, honvédségi szolgálat után – 1939. január 20-án szerzett erdőmérnöki oklevelet.
1939 márciusában mint kinevezett magyar királyi segéderdőmérnök a Miskolci Állami Erdőigazgatósághoz került erdőrendezőségi beosztottként. Áthelyezés következtében 1940 decemberétől a Gödöllői Állami Koronauradalmi Erdőgazdaság Galgamácsai Erdőhivatalához került mint erdészetvezető. A második világháborút követő „rendszeres” átszervezések miatt 1946 novemberétől a császári, majd 1949. október 15-tôl a valkói erdőgazdaság vezetésével bízták meg. 1950. augusztus 1-tôl a Komárom megyei Erdőgazdasági Egyesülés igazgatóhelyettes tervelőadója lett. Az egyesülések megszűntével 1953. április 1-jétől nevezték ki az Esztergomi, majd névváltoztatás során a Pilisi Állami Erdőgazdaság (ma Pilisi Parkerdő Zrt.) főmérnökének, ahonnan 20 évi szolgálati idő elteltével ment 1973 júniusában nyugdíjba.
Az Országos Erdészeti Egyesületnek 1939. szeptember 16-tól tagja. 1953-tól a helyi Egyesület elnöke. Az esztergomi MTESZ szervezetnek 1964-től alapító, majd 1968-tól elnökségi tagja volt nyugdíjazásáig. Szolgálati ideje során négy dicsérő oklevél, Erdészet kiváló dolgozója, 1972-ben Losonczi Pál az Elnöki Tanács elnöke által a Munka Érdemrend ezüst fokozata kitüntetésben részesült. Ehhez kapcsolódik a következő történet: Árkosi Gyula azért részesült „csak” az ezüst fokozatban, mert 29 főmérnökből Ő volt az egyetlen pártonkívüli. Emiatt Losonczi Pál közölte Árkosi Gyulával, hogy meg kell értenie, hogy egy pártonkívülinek nem adhatják át a Magyar Népköztársaság egyik legmagasabb kitüntetését. Ellenben ha meggondolná magát, és belépne a pártba, azonnal kicserélnék az átnyújtandó kitüntetést a Munka Érdemrend arany fokozatára. Erre Árkosi Gyula csak ennyit válaszolt: „Losonczi elvtárs, jó lesz nekem az ezüst is!” Az MTESZ részéről a „Tudományok Szolgálatáért” díszoklevél birtokosa.
Az ország első és korának egyetlen pártonkívüli főmérnöke volt.
Főmérnöksége során – különösen a hatvanas években – kiváló munkatársai segítségével (többek között: Végvári Jenő igazgató, Balogh Pál, Bánó László, Büttner Gyula, Dévényi Antal, Hibbey Albert, Horváth Sándor, Kachelmann Győző, Kőhalmi József, Kováts László, Madas László Márkosi Lajos, Perédi István, Szilas Károly, Váradi Sándor, Vida Zoltán, Ujsághi György és mások) olyan sikereket könyvelhetett el, mint a kötélpályás fakitermelés, a kíméletes kiközelítési rendszerek bevezetése, Pilis feltáró úthálózatának robbanásszerű megvalósítása, a lepencei fűrészüzem megépítése, vadászházak, szolgálati lakások létesítése, Visegrádon a központi épület építése. Az ő nevéhez is fűződik az első fakitermelési verseny, a pilisi kopárfásítás sikere, a Pilisi Parkerdő Zrt. jellegfeltételeinek biztosítása.